# Mitsui Fudosan
La Mitsui Fudosan Co., Ltd. (三井不動産株式会社?, Mitsui Fudōsan Kabushiki-gaisha) è una azienda giapponese, facente parte del keiretsu Mitsui e attiva nel settore immobiliare.

## Storia
Fondata nel 1941 per gestire meglio gli investimenti immobiliari Mitsui, ha assorbito tutte le attività precedenti del gruppo. A partire dagli anni '60 ha iniziato a costruire e vendere appartamenti e complessi residenziali in Giappone. Nel 1973 ha aperto una filiale americana e sviluppato e gestito proprietà immobiliari a New York e nelle isole Hawaii.